# Christian Clay
Christian Clay, pseudonimo di Igli Papale (Ercolano, 1º luglio 1979), è un attore pornografico italiano.

## Carriera
Nato e cresciuto ad Ercolano, entra nell'industria pornografica dopo aver fatto un casting a Roma con Riccardo Schicchi, girando la sua prima scena il giorno successivo in una villa a Frascati.
Nel 2023 ottiene agli XBIZ Europa Awards il premio come miglior attore, riconoscimento confermato anche l'anno successivo.
Nel 2025 vince il premio come miglior performer straniero maschile agli AVN Awards.

## Riconoscimenti
AVN Awards
- 2017 – Best Three-Way Sex Scene - Girl/Girl/Boy per Anal Beauty 4 con Karla Kush e Alex Grey[5]
- 2021 – Best Foreign-Shot Anal per Young Tushy con Naomi Swann[6]
- 2022 – Best International Anal Sex Scene per Jia con Jia Lissa[7]
- 2025 – Best International Group Sex Scene per con Lumi Ray, Megan Love, Sia Siberia, Jim Bud e Marco Bull[8]
- 2025 - International Male Performer of the Year[9]

XBIZ Europa Awards
- 2020 – Best Sex Scene Glamcore per Threesome Fantasies 9 con Lika Star e Sybil A[10]
- 2023 – Male Performer of the Year[11]
- 2023 – Best Sex Scene Gonzo per Tushy Raw V45 con Jia Lissa[12]
- 2024 – Male Performer of the Year[13]